# Il mestiere della vita (singolo)
Il mestiere della vita è un singolo del cantautore italiano Tiziano Ferro, pubblicato il 17 novembre 2017 come quinto estratto dall'omonimo album.

## Descrizione
Nonostante il brano sia stato riarrangiato e incluso in una nuova chiave acustica nella ristampa dell'album da cui viene estratto, la versione scelta per la rotazione radiofonica è quella originale.
Il singolo è stato certificato disco d'oro dalla FIMI prima della sua pubblicazione.

## Video musicale
Il videoclip, girato a Los Angeles da Gaetano Morbioli, è stato trasmesso in anteprima da Rai 1 nella serata del 16 novembre 2017. Il giorno seguente è stato pubblicato attraverso il canale YouTube di Ferro.

## Classifiche

### Classifiche settimanali
| Classifica (2017) | Posizione massima |
| ----------------- | ----------------- |
| Italia            | 27                |

### Classifiche di fine anno
| Classifica (2018)         | Posizione |
| ------------------------- | --------- |
| Italia (airplay italiane) | 90        |